# Mariya Gabriel
Mariya Ivanova Gabriel, nascuda Mariya Ivanova Nedelcheva (en búlgar: Мария Иванова Габриел; Khadjidimovo, 20 de maig de 1979) es una política búlgara. Membre del partit de centre-dreta Ciutadans pel Desenvolupament Europeu de Bulgària (GERB), fou nomenada el 7 de juliol de 2017 comissària europea d'Economia i Societat Digitals, i d'ençà del 1r de desembre del 2019 va ser comissària d'Innovació, Recerca, Cultura, Educació i Joventut en la Comissió Von der Leyen, càrrec que deixà el 15 de maig per a intentar de pactar una coalició de govern al seu país., a iniciativa de Boiko Boríssov, cap del seu partit i antic primer ministre de Bulgària (entre 2009 i 2013 i de nou del 2014 al 2021), personalitat sovint acusada de corrupció.

## Biografia
Mariya Nedelcheva va néixer el 20 de maig de 1979 a Khadjidimovo, un poble del sud del país a prop de la frontera amb Grècia i al sud de Gotse Dèltxev. El 1997 es va graduar a l'escola secundària d'idiomes Dr Petar Beron de Kyustendil. Va anar tot seguit a la Universitat de Plovdiv on estudià filologia búlgara i francesa i s'hi va graduar el 2001. Més endavant continuà els seus estudis a l'Institut d'estudis politiques de Bordeus. Hi va cursar Relacions Internacionals, Història de les Institucions Europees, Sociologia Política i Política Comparada. L'any 2003 va obtenir el seu màster en Política Comparada i Relacions Internacionals per l'Institut. Entre 2004 i 2008, va ser assistent de recerca a l'Institut de Ciència Política de Bordeus, França. A més de la seva activitat docent va formar part de l'equip de dos projectes internacionals en el marc del programa europeu Equal 2004-2008 (Valors i economia - igualtat en l'activitat professional i l'economia social i solidària i del programa de recerca internacional Representació parlamentària a nivell nacional i europeu).
El 2008 va començar a treballar com a secretària de la delegació del partit búlgar GERB al Parlament Europeu i l'any següent fou elegida eurodiputada amb aquest partit a les eleccions al Parlament Europeu de 2009 sota l'impuls de Boiko Boríssov, aleshores batlle de la capital Sofia i elegit el mes següent primer ministre de Bulgària, que li encarregà d'elaborar el programa del partit de centre-dreta. A dintre del Grup del PPE del qual forma part el GERB, esdevingué coordinadora al si de la Commissió dels drets de les dones i de la igualtat de gènere del Parlament europeu el 19 de gener del 2012, abans de ser elegida uns quants mesos després, el 19 d'octubre, Vicepresidenta del PPE Dones.
Aquell mateix any es casà amb François Gabriel, un dels col·laboradors principals del polític francès Joseph Daul, llavors president del Grup del Partit Popular Europeu a l'Eurocambra. Gabriel rebé el 2013 el títol de "Diputat europeu de l'any" a la categoria "igualtat de gènere" abans de ser reelegida l'any següent a les eleccions al Parlament Europeu de 2014
El 2016 Gabriel va dirigir la Missió d'observació electoral de la Unió Europea en el marc de les eleccions presidencias elections a Gabon.
El 7 de juliol de 2017, es veié nomenada comissària per a l'Economia i la Societat digitals de la Comissió Juncker, després de la dimissió de la política búlgara Kristalina Georgieva. A l'abril del 2018, va presentar un pla per a lluitar contra les notícies falses (fake news).